# Protomycopsis phaseoli
Protomycopsis phaseoli är en svampart som först beskrevs av Patel, Y.S. Kulk. & G.W. Dhande, och fick sitt nu gällande namn av K. Ramakr. & Subram. 1956. Protomycopsis phaseoli ingår i släktet Protomycopsis och familjen Protomycetaceae.   Inga underarter finns listade i Catalogue of Life.